# Mora de Ebro
Mora de Ebro (kat. Móra d’Ebre) – miasto w Hiszpanii w  Katalonii, siedziba comarki Ribera d’Ebre. Miasto przemysłowe z powstającym tu wielkim parkiem przemysłowo - technologicznym na obrzeżach miasta, jak również rozwinięte są tu dobrze handel i usługi, w mniejszym stopniu rolnictwo.